# Bomberman Kart
Bomberman Kart ist ein Rennspiel das 2001 für PlayStation 2 erschienen ist. Am 29. April 2004 kam eine verbesserte Version namens Bomberman Kart DX raus, welches mehr Strecken und neue Charaktere hatte.

## Spielprinzip
Bomberman Kart ist ein Rennspiel, welches Ähnlichkeiten mit Mario Kart aufweist. Der Spieler kann die Charaktere getrennt von ihren Fahrzeugen auswählen. Auf den Strecken gibt es im Spiel Power-Ups wie Bomben, Raketen (Zielsuchende oder Wall-Bopping-Raketen) und Boosts. Das Spiel kann sowohl einzeln als auch im Mehrspieler gespielt werden.

## Rezeption
Bomberman Kart erhielt überwiegend negative Kritiken. GameRankings ermittelte für das Spiel 40,17 %. Jeuxvideo.com hatte eine Punktzahl von 6/20 gegeben und sagte, dass das Spiel langweilig sei. Kritisiert wurde außerdem das nicht vorhandene Geschwindigkeitsgefühl und die schlechte Grafik des Spiels. Gamekult gab ebenfalls eine schlechte Wertung ab und kritisierte das schlechte Gameplay. Famitsū hat dem Spiel 25 von 40 Punkten gegeben.